# همه‌چیز (فیلم)
«همه چیز» (انگلیسی: Everything (film)) یک فیلم است که در سال ۲۰۰۴ منتشر شد.